# Tino Edelmann
Pour les articles homonymes, voir Edelmann.
Tino Edelmann, né le 13 avril 1985 à Annaberg-Buchholz, est un coureur de combiné nordique allemand.
En coupe du monde, il a pris le départ de 199 courses et il a remporté trois courses et signés 17 podiums. Il a également terminé troisième de l'épreuve par équipes des Jeux olympiques de 2010, remporté cinq médailles en relais et deux médailles individuelles aux championnats du monde.

## Histoire
Tino Edelmann  est né à Annaberg-Buchholz. À l'âge de sept ans, il a participé à une compétition estivale au combiné nordique. Son premier saut était de six mètres. À 10 ans, il a intégré la section sportive d'une lycée à Oberhof où il obtenu en 2004 son Abitur en mathématiques et en sports. En 2000, il a fait ses débuts en Coupe d'Europe. 
Il a fait ses débuts en Coupe du monde en 2003 à Oberhof. Lors des Championnats du monde en 2007, il remporte sa première médaille : l'argent dans la compétition par équipes. Deux ans plus tard, aux Championnats du monde de Liberec, il est médaillé d'argent en individuel dans l'épreuve de la mass-start. En décembre 2009, il a remporté sa première Coupe du monde et a terminé la saison à la cinquième place au classement général de la Coupe du monde. Il prend la tête du classement de la coupe du monde 2011-2012 après la première étape où il est tout d'abord troisième avant de remporter la deuxième épreuve du week-end. Il conserve la tête du classement lors des trois courses qui suivent où il se classe à deux reprises sur le podium. À Ramsau am Dachstein, il finit les deux courses aux troisième puis quatrième places, ce qui ne lui permet pas de conserver la tête de la Coupe du monde. Il se retrouve en effet à quatre points deuxième derrière Jason Lamy-Chappuis, deuxième le premier jour et vainqueur le lendemain.
Il ne peut pas prendre part aux premières étapes de la coupe du monde 2012-2013 à Lillehammer fin novembre 2012 car il est touché aux ligaments de la cheville droite.
Le 4 novembre 2016, il annonce qu'il met un terme à sa carrière, à l'âge de 31 ans.

## Vie privée
Il est marié avec Christin et il a un fils nommé Frederik.

## Palmarès
Entre 2002 et 2005, il a remporté huit médailles aux championnats du monde juniors de combiné nordique : 3 médailles d'or, 4 médailles d'argent et une médaille de bronze.

### Jeux olympiques d'hiver
| Épreuve / Édition | Épreuve / Édition | Vancouver 2010 | Sotchi 2014 |
| Par équipes       | Par équipes       | Bronze         | —           |
| Gundersen         | PT                | 18e            | 9e          |
| Gundersen         | GT                | 29e            | —           |

### Championnats du monde
| Épreuve / Édition  | Épreuve / Édition                | Oberstdorf 2005                  | Sapporo 2007                     | Liberec 2009                     | Oslo 2011                        | Val di Fiemme 2013               | Falun 2015                       |
| Sprint             | Sprint                           | 18e                              | 11e                              | Épreuve inexistante à cette date | Épreuve inexistante à cette date | Épreuve inexistante à cette date | Épreuve inexistante à cette date |
| Départ en ligne    | Départ en ligne                  | Épreuve inexistante à cette date | Épreuve inexistante à cette date | Argent                           | Épreuve inexistante à cette date | Épreuve inexistante à cette date | Épreuve inexistante à cette date |
| Gundersen          | Gundersen                        | Abandon                          | -                                | Épreuve inexistante à cette date | Épreuve inexistante à cette date | Épreuve inexistante à cette date | Épreuve inexistante à cette date |
| Gundersen          | PT                               | Épreuve inexistante à cette date | Épreuve inexistante à cette date | 9e                               | Argent                           | 21e                              | 20e                              |
| Gundersen          | GT                               | Épreuve inexistante à cette date | Épreuve inexistante à cette date | 7e                               | 15e                              | DNS                              | 9e                               |
| Par équipes        | Par équipes                      |                                  | Argent                           | Argent                           | Épreuve inexistante à cette date | Épreuve inexistante à cette date | Épreuve inexistante à cette date |
| Par équipes        | PT                               | Épreuve inexistante à cette date | Épreuve inexistante à cette date | Épreuve inexistante à cette date | Argent                           | 6e                               | Or                               |
| Par équipes        | GT                               | Épreuve inexistante à cette date | Épreuve inexistante à cette date | Épreuve inexistante à cette date | Argent                           | Épreuve inexistante à cette date | Épreuve inexistante à cette date |
| Sprint par équipes | Épreuve inexistante à cette date | Épreuve inexistante à cette date | Épreuve inexistante à cette date | Épreuve inexistante à cette date | Épreuve inexistante à cette date | Bronze                           | —                                |

- : n'a pas participé à l'épreuve

### Coupe du monde
- Meilleur classement général : 5e en 2010.
- 17 podiums en épreuves individuelles, dont 3 victoires.
- 11 podiums en épreuves par équipes, dont 5 victoires.

 Dernière mise à jour le 17 janvier 2015 

#### Différents classements en Coupe du monde
| Année     | Classement général final |
| 2003-2004 | 29e                      |
| 2004-2005 | 18e                      |
| 2005-2006 | 35e                      |
| 2006-2007 | 18e                      |
| 2007-2008 | 12e                      |
| 2008-2009 | 8e                       |
| 2009-2010 | 5e                       |
| 2010-2011 | 9e                       |
| 2011-2012 | 8e                       |
| 2012-2013 | 6e                       |
| 2013-2014 | 15e                      |
| 2014-2015 | 16e                      |
| 2015-2016 | 24e                      |

#### Détail des victoires individuelles
| Édition | Épreuve                                 |
| 2010    | Lillehammer (Gundersen – HS140 / 10 km) |
| 2012    | Kuusamo (Gundersen – HS142 / 10 km)     |
| 2013    | Chaux-Neuve (Gundersen – HS118 / 10 km) |

#### Détail des victoires par équipes
| Édition | Épreuve                          |
| 2010    | Schonach (HS96 / 4 × 5 km)       |
| 2013    | Chaux-Neuve (HS117 / 2 × 7,5 km) |
| 2014    | Chaux-Neuve (HS117 / 2 × 7,5 km) |
| 2014    | Oberstdorf (HS137 / 4 × 5 km)    |